# Лаїнате
Лаїнате (італ. Lainate) — комуна в Італії, у регіоні Ломбардія, метрополійне місто Мілан.

## Географія
Лаїнате розташоване на відстані близько 500 км на північний захід від Рима, 17 км на північний захід від Мілана.

## Демографія
Населення — 25 704 особи (2014).
Населення за роками:

Станом на 1 січня 2023 року в муніципалітеті офіційно проживали 1594 іноземці з 78 країн, серед них 487 громадян країн Євросоюзу та 259 громадян України.

## Уродженці
- Морено Ферраріо (*1959) — відомий у минулому італійський футболіст, захисник, згодом — тренер.

## Сусідні муніципалітети
- Арезе
- Каронно-Пертузелла
- Гарбаньяте-Міланезе
- Нерв'яно
- Ориджо
- Польяно-Міланезе
- Ро